# The Blockheads
I The Blockheads, chiamati Ian Dury and the Blockheads fino alla morte del frontman Ian Dury (2000), sono un gruppo musicale rock britannico, formatosi nel 1977.
Tra i loro brani più conosciuti del gruppo vi sono What a Waste, Hit Me with Your Rhythm Stick, Reasons to be Cheerful, Part 3 e Sex & Drugs & Rock & Roll.

## Formazione
Attuale
- Chaz Jankel - tastiere, chitarra
- Norman Watt-Roy - basso
- Mick Gallagher - tastiere, piano
- John Turnbull - voce, chitarra
- John Roberts - batteria

Ex componenti (lista parziale)
- Ian Dury
- Dylan Howe
- Davey Payne
- Wilko Johnson

## Discografia parziale
- 1979 - Do It Yourself
- 1980 - Laughter
- 1998 - Mr. Love Pants
- 2002 - Ten More Turnips from the Tip
- 2001 - Brand New Boots and Panties
- 2004 - Where's the Party?
- 2009 - Staring Down the Barrel
- 2013 - Same Horse Different Jockey